# Carlos Castaño
Carlos Castaño, född den 7 maj 1979 i Madrid, Spanien, är en spansk tävlingscyklist som tog OS-brons i lagförföljelsecyklingen vid olympiska sommarspelen 2004 i Aten.